# Aidan O'Brien

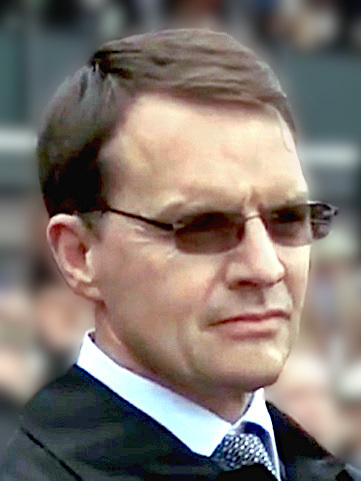
Aidan O'Brien à la Breeders Cup 2015.

Aidan Patrick O'Brien (né le 16 octobre 1969 dans le Comté de Wexford, en Irlande) est un entraîneur irlandais de chevaux de courses, spécialisé dans les courses de plat. Basé à Ballydoyle, dans le Comté de Tipperary, il est l’entraîneur privé des associés du consortium irlandais de Coolmore. Membre du Hall of Fame des courses britanniques, possède le plus beau palmarès de l'histoire des courses, avec plus de 300 victoires de groupe 1.

## Biographie
Aidan O'Brien se fait d'abord connaître dans les courses d'obstacles. En 1993-94, il devient tête de liste des jockeys amateurs en Irlande. Âgé de 23 ans, il prend alors une licence d’entraîneur, et le succès ne se fait pas attendre, puisqu’il devient dès sa première saison tête de liste des entraîneurs irlandais en obstacle, battant le record de gains en une saison. L’année suivante, il s'adjuge celui du nombre de vainqueurs. Il est alors appelé par Coolmore pour s’occuper des chevaux de l’écurie installée à Ballydoyle Stables, là où œuvrait le légendaire Vincent O'Brien (avec lequel il n’entretient aucun lien de parenté). À 25 ans seulement, il se retrouve à la tête de l’un des centres d’entraînement les mieux équipés de la planète et surtout devient l’entraîneur particulier d’une des plus grandes puissances financières du monde hippique, sinon la plus puissante, dominant même les propriétaires du Golfe (la famille Maktoum et leur écurie Godolphin). Dès sa première saison à Ballydoyle, Aidan O'Brien sort 176 lauréats en plat et en obstacle – un record en Irlande, qu’il battra dès l’année suivante.
Aidan O'Brien abandonne peu à peu l’entraînement des chevaux d’obstacles pour se concentrer sur le plat, et y met définitivement un terme en 2002, après la retraite de son champion Istabraq, légende des courses d'obstacles, lauréat de pas moins de 22 victoires au niveau groupe 1. O'Brien remporte sa première course de groupe 1 en plat en 1996 avec Desert King dans les National Stakes, et ses premiers classiques l’année suivante alignant des victoires dans les 1000 et 2.000 Guinées Irlandaises et le Derby d'Irlande. En 1998, un premier classique anglais (les 2000 Guinées) tombe dans son escarcelle. Aidan O'Brien devient en 2001 le premier entraîneur basé à l’étranger à terminer tête de liste en Angleterre. Il s’adjuge cette année-là la bagatelle de 23 groupe 1, un record, dont son premier Derby d'Epsom (avec Galileo) et sa première victoire dans la Breeders' Cup (Johannesburg, dans le Juvenile, qui réussit l'exploit unique d'être sacré meilleur 2 ans d'Europe et des États-Unis). En 2002, il devient tête de liste des entraîneurs à la fois en Irlande et en Angleterre (avec 10 partants seulement !), et s’offre un doublé dans les 2000 Guinées (Rock of Gibraltar devant Hawk Wing), puis dans le Derby (High Chaparral devant Hawk Wing), tandis que Rock of Gibraltar aligne sept victoires d’affilée en groupe 1. En 2005, il gagne au cours du même week-end les 1000 et les 2000 Guinées (avec Virginia Waters et Footstepsinthesand) et multiplie les victoires de prestiges. Les chevaux Coolmore accumulent plusieurs millions d'euros de gains chaque année.
D’années en années, la mainmise d’Aidan O’Brien sur les courses internationales s’est affirmée, et on peut considérer qu’il dirige l’écurie de courses la plus performante au monde, où il bénéficie des largesses financières de ses propriétaires, qui lui confient la crème de leur élevage et les plus onéreuses de leurs acquisitions. Si bien que le jeune entraîneur ne veille que sur des chevaux de grande valeur, dont son palmarès témoigne qu’il sait en tirer la quintessence. En 2007, grâce à Dylan Thomas, il décroche l'une des rares grandes épreuves européennes qui manquaient à sa collection de trophées : le Prix de l'Arc de Triomphe (seuls le Prix du Jockey-Club et le Prix de Diane manquent encore à son palmarès). En 2008, il réussit l'exploit de voir ses représentants vaincre dans les cinq classiques irlandais (1000 Guinées, 2000 Guinées, Derby, Oaks, St. Leger), ce qui n'avait pas été accompli par un entraîneur depuis 1935. En 2014, il devient le premier entraineur de l'histoire à s'imposer trois années consécutives dans le Derby d'Epsom, avant d'égaler en 2019 le nombre de victoires dans la plus grande course anglaise avec sept succès. Le 1er juin 2012, en triomphant dans les Oaks d'Epsom, Was lui offre sa 200e victoire de groupe 1, en mai 2016, c'est Minding qui lui apporte la 250e dans les 1000 Guinées, en mai 2018, Saxon Warrior lui fait franchir le cap des 300 dans les 2000 Guinées. En octobre 2016, il réalise un exploit inédit en prenant les trois premières places du Prix de l'Arc de Triomphe avec Found, Highland Reel et Order of St. George. Il reçoit cette année-là le Daily Telegraph Award of Merit. En 2017, il bat le record du monde de groupe 1 remportés en une année, avec 28 succès, battant l'Américain Bobby Frankel qui le détenait depuis 2003 avec 25 victoires. En 2020, il place trois de ses pensionnaires sur le podium du Breeders' Cup Mile, une première dans l'histoire de la Breeders' Cup. En 2021, il s'offre un doublé classique en France avec les victoires de St Mark's Basilica dans le Prix du Jockey Club et Joan of Arc dans le Prix de Diane, deux des rares courses qu'il n'avait pas encore remportés, ce qui lui permet de revendiquer à son palmarès tous les classiques des trois grands pays européens. L'année suivante, la victoire de Tuesday dans les Oaks lui permet de dépasser, en vingt ans, le record de victoires dans les classiques britanniques, 40, que John Scott avait établi en 36 ans, entre 1827 et 1863. En 2023, il devient le recordman des victoires lors du meeting de Royal Ascot et remporte son centième classique grâce à Auguste Rodin dans l'Irish Derby et franchit le cap des 4 000 victoires à la fin de l'été. En 2024, il est élu au Hall of Fame des courses britanniques.
Son fils Joseph O'Brien est lui-même jockey, il monte régulièrement pour Coolmore pour le compte duquel il a remporté plusieurs classique, et a été sacré deux fois champion jockey en Irlande. Il décide de cesser de monter en courses et s'installe comme entraîneur en 2016. L'autre fils d'Aidan O'Brien, Donnacha, et sa fille Ana sont eux aussi jockeys, Donnacha s'installant à son tour entraîneur en 2020.

## Palmarès (groupe 1uniquement)
Royaume-Uni
- Derby d'Epsom – 11 – Galileo (2001), High Chaparral (2002), Camelot (2012), Ruler of The World (2013), Australia (2014), Wings of Eagle (2017), Anthony Van Dyck (2019), Serpentine (2020), Auguste Rodin (2023), City of Troy (2024), Lambourn (2025)
- Oaks – 11 – Shahtoush (1998), Imagine (2001), Alexandrova (2006), Was (2012), Qualify (2015), Minding (2016), Forever Together (2018), Love (2020), Snowfall (2021), Tuesday (2022), Minnie Hauk (2025)
- 2000 Guinées – 10 – King of Kings (1998), Rock of Gibraltar (2002), Footstepsinthesand (2005), George Washington (2006), Henrythenavigator (2008), Camelot (2012), Gleneagles (2015), Churchill (2017), Saxon Warrior (2018), Magna Grecia (2019)
- 1000 Guinées – 7 – Virginia Waters (2005), Homecoming Queen (2012), Minding (2016), Winter (2017), Hermosa (2019), Love (2020), Mother Earth (2021)
- St Leger – 9 – Milan (2001), Brian Boru (2003), Scorpion (2005), Leading Light (2013), Bondi Beach (2015), Capri (2017), Kew Gardens (2018), Continuous (2023), Jan Brueghel (2024)
- King George VI and Queen Elizabeth Diamond Stakes – 4 – Galileo (2001), Dylan Thomas (2007), Duke of Marmalade (2008), Highland Reel (2016)
- Futurity Trophy – 11 – Saratoga Springs (1997), Aristotle (1999), High Chaparral (2001), Brian Boru (2002), St Nicholas Abbey (2009), Camelot (2011), Kingsbarns (2012), Saxon Warrior (2017), Magna Grecia (2018), Luxembourg (2021), Auguste Rodin (2022)
- Coronation Cup – 10 – Yeats (2005), Scorpion (2007), Soldier of Fortune (2008), Fame and Glory (2010), St Nicholas Abbey (2011, 2012, 2013), Highland Reel (2017), Luxembourg (2024), Jan Brueghel (2025)
- St. James's Palace Stakes – 9 – Giant's Causeway (2000), Black Minnaloushe (2001), Rock of Gibraltar (2002), Excellent Art (2007), Henrythenavigator (2008), Mastercraftsman (2009), Gleneagles (2015), Circus Maximus (2019), Paddington (2023)
- Eclipse Stakes – 9 – Giant's Causeway (2000), Hawk Wing (2002), Oratorio (2005), Mount Nelson (2008), So You Think (2011), St Mark's Basilica (2021), Paddington (2023), City of Troy (2024), Delacroix (2025)
- Ascot Gold Cup – 8 – Yeats (2006, 2007, 2008, 2009), Fame and Glory (2011), Leading Light (2014), Order of St George (2016), Kyprios (2022)
- Dewhurst Stakes – 8 – Rock of Gibraltar (2001), Beethoven (2009), War Command (2013), Air Force Blue (2015), Churchill (2016), US Navy Flag (2017), St Mark's Basilica (2020), City of Troy (2023)
- Middle Park Stakes – 7 – Minardi (2000), Johannesburg (2001), Ad Valorem (2004), Crusade (2011), US Navy Flag (2017), Ten Sovereigns (2018), Blackbeard (2022)
- International Stakes – 7 – Giant's Causeway (2000), Duke of Marmalade (2008), Rip Van Winkle (2010), Declaration of War (2013), Australia (2014), Japan (2019), City of Troy (2024)
- Yorkshire Oaks – 7 – Alexandrova (2006), Peeping Fawn (2007), Seventh Heaven (2016), Love (2020), Snowfall (2021), Warm Heart (2023), Content (2024)
- Sussex Stakes – 6 – Giant's Causeway (2000), Rock of Gibraltar (2002), Henrythenavigator (2008), Rip Van Winkle (2009), The Gurkha (2016), Paddington (2023)
- Fillies' Mile – 6 – Sunspangled (1998), Listen (2007), Together Forever (2014), Minding (2015), Rhododendron (2016), Ylang Ylang (2023)
- Nassau Stakes – 6 – Peeping Fawn (2007), Halfway to Heaven (2008), Minding (2016), Winter (2017), Opera Singer (2024), Whirl (2025)
- July Cup – 5 – Stravinsky (1999), Mozart (2001), Starspangledbanner (2010), US Navy Flag (2018), Ten Sovereigns (2019)
- Prince of Wales's Stakes – 5 – Duke of Marmalade (2008), So You Think (2012), Highland Reel (2017), Love (2021), Auguste Rodin (2024)
- Cheveley Park Stakes – 5 – Brave Anna (2016), Clemmie (2017), Fairyland (2018), Tenebrism (2021), Lake Victoria (2024)
- Queen Elizabeth II Stakes – 4 – George Washington (2006), Rip Van Winkle (2009), Excelebration (2012), Minding (2016)
- Queen Anne Stakes – 4 – Ad Valorem (2006), Haradasun (2008), Declaration of War (2013), Circus Maximus (2020)
- Coronation Stakes – 3 – Sophisticat (2002), Lillie Langtry (2010), Winter (2017)
- Sun Chariot Stakes – 3 – Halfway to Heaven (2008), Alice Springs (2016), Roly Poly (2017)
- Nunthorpe Stakes – 2 – Stravinsky (1999), Mozart (2001)
- Falmouth Stakes – 2 – Alice Springs (2016), Roly Poly (2017)
- Lockinge Stakes – 2 – Hawk Wing (2003), Rhododendron (2018)
- Diamond Jubilee Stakes – 2 – Starspangledbanner (2010), Merchant Navy (2018)
- British Champions Fillies & Mares Stakes – 2 – Hydrangea (2017), Magical (2018)
- Goodwood Cup – 3 – Kyprios (2022, 2024), Scandinavia (2025)
- Commonwealth Cup – 1 – Caravaggio (2017)
- Champion Stakes – 1 – Magical (2019)
- Champion Hurdle (obstacles) – 3 – Istabraq (1998, 1999, 2000)

 Irlande
- Irish Derby – 17 – Desert King (1997), Galileo (2001), High Chaparral (2002), Dylan Thomas (2006), Soldier of Fortune (2007), Frozen Fire (2008), Fame and Glory (2009), Cape Blanco (2010), Treasure Beach (2011), Camelot (2012), Australia (2014), Capri (2017), Sovereign (2019), Santiago (2020), Auguste Rodin (2023), Los Angeles (2024), Lambourn (2025)
- Irish Oaks – 8 – Alexandrova (2006), Peeping Fawn (2007), Moonstone (2008), Bracelet (2014), Seventh Heaven (2016), Snowfall (2021), Savethelastdance (2023), Minnie Hauk (2025)
- Irish 1000 Guineas – 10 – Classic Park (1997), Imagine (2001), Yesterday (2003), Halfway to Heaven (2008), Misty For Me (2011), Winter (2017), Hermosa (2019), Peaceful (2020), Empress Josephine (2021), Lake Victoria (2025)
- Irish 2000 Guineas – 12 – Desert King (1997), Saffron Walden (1999), Black Minnaloushe (2001), Rock of Gibraltar (2002), Henrythenavigator (2008), Mastercraftsman (2009), Roderic O'Connor (2011), Power (2012), Magician (2013), Gleneagles (2015), Churchill (2017), Paddington (2023)
- Irish St. Leger – 7 – Yeats (2007), Septimus (2008), Order of St George (2015, 2017), Flag of Honour (2018), Kyprios (2022, 2024)
- Phoenix Stakes – 17 – Lavery (1998), Fasliyev (1999), Minardi (2000), Johannesburg (2001), Spartacus (2002), One Cool Cat (2003), George Washington (2005), Holy Roman Emperor (2006), Mastercraftsman (2008), Alfred Nobel (2009), Zoffany (2010), Pedro The Great (2012), Dick Whittington (2014), Air Force Blue (2015), Caravaggio (2016), Sioux Nation (2017), Little Big Bear (2022)
- Vincent O'Brien National Stakes – 12 – Desert King (1996), King of Kings (1997), Beckett (2000), Hawk Wing (2001), One Cool Cat (2003), George Washington (2005), Mastercraftsman (2008), Power (2011), Gleneagles (2014), Air Force Blue (2015), Churchill (2016), Henry Longfellow (2023)
- Irish Champion Stakes – 12 – Giant's Causeway (2000), High Chaparral (2003), Oratorio (2005), Dylan Thomas (2006, 2007), Cape Blanco (2010), So You Think (2011), Magical (2019, 2020), St Mark's Basilica (2021), Luxembourg (2022), Auguste Rodin (2023)
- Moyglare Stud Stakes – 12 – Sequoyah (2000), Quarter Moon (2001), Necklace (2003), Rumplestiltskin (2005), Misty For Me (2010), Maybe (2011), Minding (2015), Happily (2017), Skitter Scatter (2018), Love (2019), Shale (2020), Lake Victoria (2024)
- Tattersalls Gold Cup – 11 – Black Sam Bellamy (2003), Powerscourt (2004), Duke of Marmalade (2008), Fame and Glory (2010), So You Think (2011, 2012), Lancaster Bomber (2018), Magical (2019, 2020), Luxembourg (2023), Los Angeles (2025)
- Pretty Polly Stakes – 6 – Peeping Fawn (2007), Misty For Me (2011), Diamondsandrubies (2015), Minding (2016), Magical (2020), Whirl (2025)
- Matron Stakes – 3 – Lillie Langtry (2010), Alice Springs (2016), Hydrangea (2017)
- Flying Five Stakes – 1 – Fairyland (2019)

 France

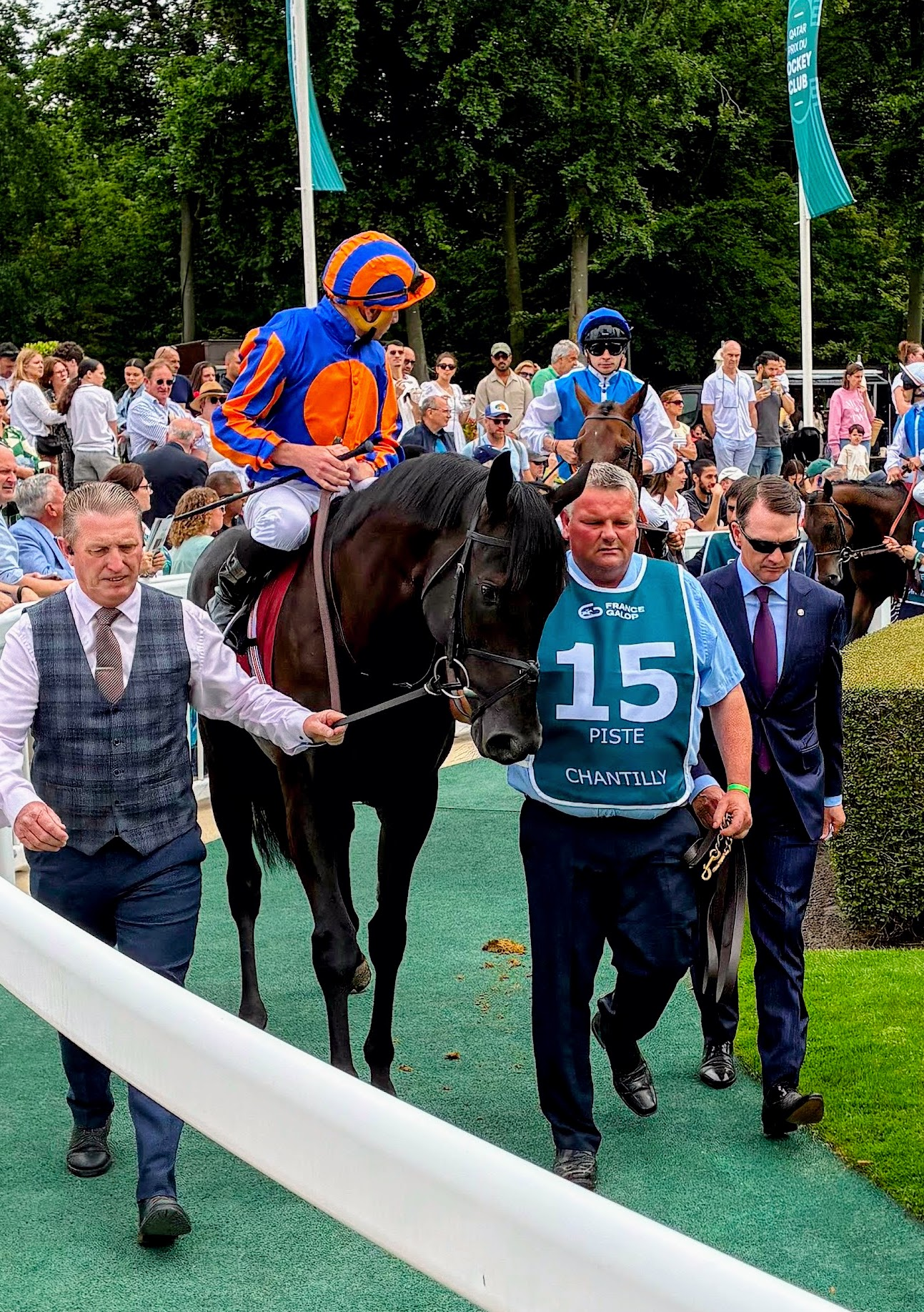
Aidan O'Brien avec Camille Pissarro avant le Prix du Jockey Club 2025

- Prix de l'Arc de Triomphe – 2 – Dylan Thomas (2007), Found (2016)
- Prix du Jockey Club – 2 – St Mark's Basilica (2021), Camille Pissarro (2025)
- Prix de Diane – 1 – Joan of Arc (2021)
- Poule d'Essai des Poulains – 6 – Landseer (2002), Aussie Rules (2006), Astronomer Royal (2007), The Gurkha (2016), St Mark's Basilica (2021), Henri Matisse (2025)
- Poule d'Essai des Pouliches – 1 – Rose Gypsy (2001)
- Prix Jean-Luc Lagardère – 9 – Second Empire (1997), Ciro (1999), Rock of Gibraltar (2001), Hold That Tiger (2002), Oratorio (2004), Horatio Nelson (2005), Holy Roman Emperor (2006), Happily (2017), Camille Pissarro (2024)
- Critérium international – 6 – Mount Nelson (2006), Jan Vermeer (2009), Roderic O'Connor (2010), Johannes Vermeer (2015), Van Gogh (2020), Twain (2024)
- Grand Prix de Paris – 5 – Scorpion (2005), Imperial Monarch (2012), Kew Gardens (2018), Japan (2019), Mogul (2020)
- Prix Marcel Boussac – 5 – Rumplestiltskin (2005), Misty For Me (2010), Found (2014), Ballydoyle (2015), Opera Singer (2023)
- Critérium de Saint-Cloud – 5 – Ballingarry (2001), Alberto Giacometti (2002), Fame and Glory (2008), Recital (2010), Los Angeles (2023)
- Prix Morny – 4 – Orpen (1998), Fasliyev (1999), Johannesburg (2001), Blackbeard (2022), Whistlejacket (2024)
- Prix Ganay – 2 – Dylan Thomas (2007), Duke of Marmalade (2008)
- Prix du Moulin de Longchamp – 2 – Rock of Gibraltar (2002), Circus Maximus (2019)
- Prix Rothschild – 2 – Roly Poly (2017), Mother Earth (2021)
- Prix Lupin – 1 – Ciro (2000)
- Prix Maurice de Gheest – 1 – King Charlemagne (2001)
- Prix Jacques Le Marois – 1 – Excelebration (2012)
- Prix de la Salamandre – 1 – Giant's Causeway (1999)
- Prix Royal-Oak – 1 – Yeats (2008)
- Prix de l'Opéra – 1 – Rhododendron (2017)
- Grand Prix de Saint-Cloud – 1 – Broome (2021)
- Prix Jean Prat – 1 – Tenebrism (2022)
- Prix du Cadran – 1 – Kyprios (2022)
- Prix Vermeille – 1 – Warm Heart (2023)

 Italie
- Gran Criterium – 2 – Sholokhov (2001), Spartacus (2002)
- Gran Premio del Jockey Club – 1 – Black Sam Bellamy (2002)

 États-Unis
- Breeders' Cup Turf – 7 – High Chaparral (2002, 2003), St Nicholas Abbey (2011), Magician (2013), Found (2015), Highland Reel (2016), Auguste Rodin (2023)
- Breeders' Cup Juvenile Turf – 7 – Wrote (2011), George Vancouver (2012), Hit It a Bomb (2015), Mendelssohn (2017), Victoria Road (2022), Unquestionable (2023), Henri Matisse (2024)
- Breeders' Cup Juvenile Fillies Turf – 2 – Meditate (2022), Lake Victoria (2024)
- Breeders' Cup Juvenile – 1 – Johannesburg (2001)
- Breeders' Cup Mile – 1 – Order of Australia  (2020)
- Breeders' Cup Filly & Mare Turf – 1 – Tuesday (2022)
- Arlington Million – 2 – Powerscourt (2005), Cape Blanco (2011)
- Man O' War Stakes – 1 – Cape Blanco (2011)
- Joe Hirsch Turf Classic Invitational Stakes – 1 – Cape Blanco (2011)
- Beverly D. Stakes – 1 – Santa Barbara (2021)
- Pegasus World Cup Turf – 1 – Warm Heart (2024)
- Secretariat Stakes – 3 – Ciro (2000), Treasure Beach (2011), Adelaide (2014)
- Shadwell Turf Mile Stakes – 2 – Landseer (2002), Aussie Rules (2006)
- Belmont Derby Invitational Stakes – 2 – Deauville (2016), Bolshoi Ballet (2021)
- Belmont Oaks Invitational Stakes – 2 – Athena (2018), Santa Barbara (2021)
- Sword Dancer Stakes – 1 – Bolshoi Ballet (2023)

 Canada
- Canadian International Stakes – 2 – Ballingarry (2002), Joshua Tree (2010)

 Émirats arabes unis
- Dubaï Sheema Classic – 1 – St Nicholas Abbey (2013)
- United Arab Emirates Derby – 2 – Daddy Long Legs (2012), Lines of Battle (2013)

 Hong Kong
- Hong Kong Vase – 3 – Highland Reel (2015, 2017), Mogul (2020)

 Australie
- Cox Plate – 1 – Adelaïde (2014)